# The Spiders
The Spiders était un groupe japonais de rock fondé à Tokyo en 1961, l'un des leaders du style Group Sounds.

## Biographie
Les membres du groupe étaient Hiroshi Kamayatsu dit « Monsieur » (guitare rythmique et chœurs), Jun Inoue (chant), Masaaki Sakai (tambourin et chœurs), Shochi Tanabe (batterie), Takayuki Inoue (guitare solo et chœurs), Mitsuru Kato (guitare basse) et Katsuo Ohno (steel guitar et orgue électronique). Ils ont eu de nombreux tubes, joué dans des films et étaient populaires à la fin des années 1960 et au début des années 1970 au Japon. Ils ont tourné en Europe en 1966, et aux États-Unis, y compris à Hawaï en 1967. La plupart des membres du groupe sont toujours actifs dans l'industrie musicale, sauf Monsieur, qui est mort le 1er mars 2017.
Leur disque le plus vendu était Yuhi Ga Naiteiru qui s'est vendu à plus d'un million d'exemplaires, et qui a été certifié disque d'or.

## Discographie

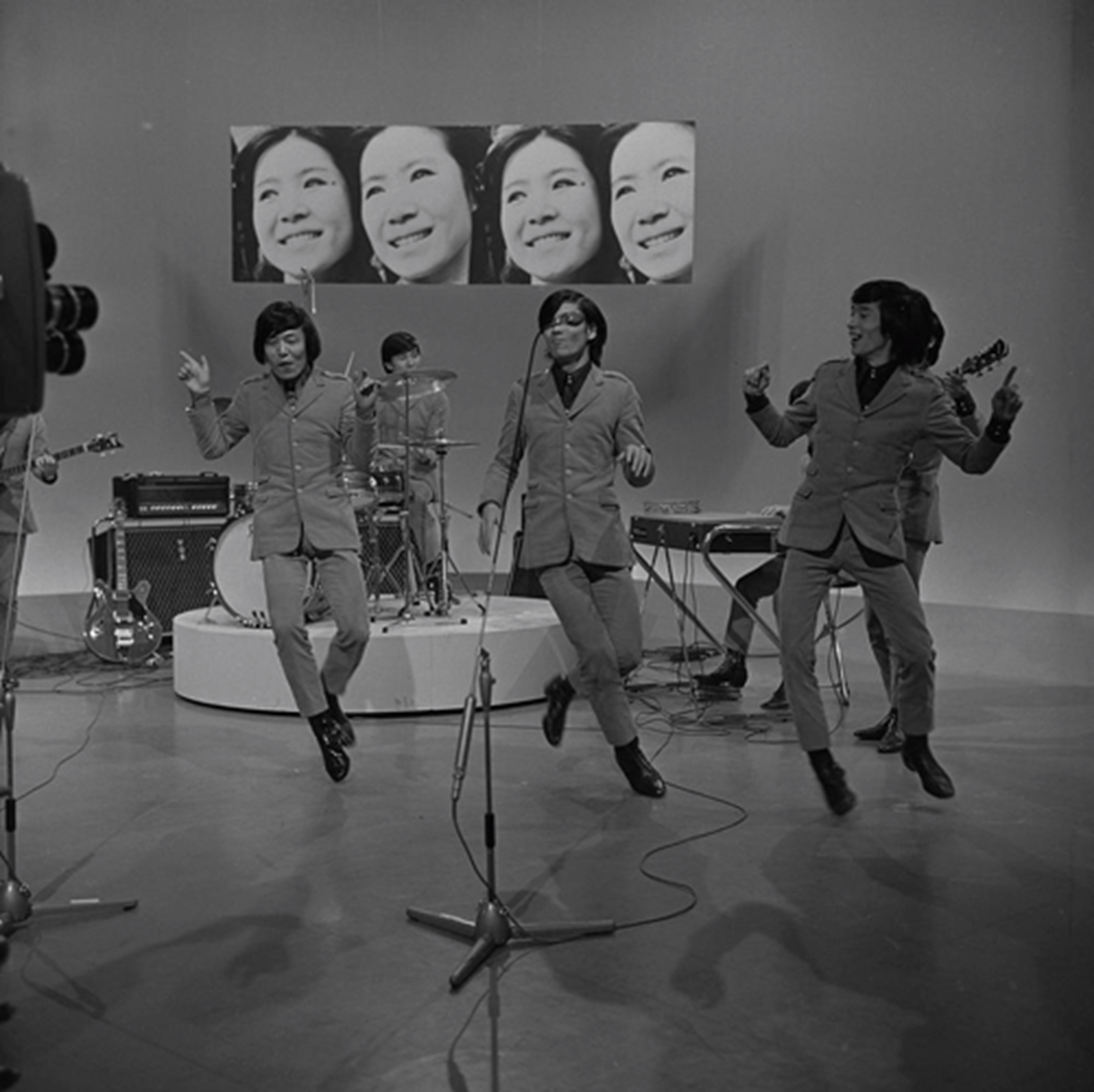
The Spiders (1966).

### Albums
- The Spiders Album No.1 (avril 1966)
- The Spiders Album No.2 (mai 1966)
- The Spiders '67/The Spiders Album No.3 (février 1967)
- The Spiders Meets The Savage/Go! Spiders, Fly! Savage (mars 1967)
- Kaze ga Naiteru/The Spiders Album No.4 (septembre 1967)
- The Spiders Album No.5 (mars 1968)
- Meiji Hyakunen Spiders Nananen (octobre 1968)
- Spiders '69 (mai 1969)
- Rock'n Roll Renaissance (mai 1970)

### Compilations
- The Spiders Story (novembre 1967)